# 馬圖雷伊瓦沃環礁

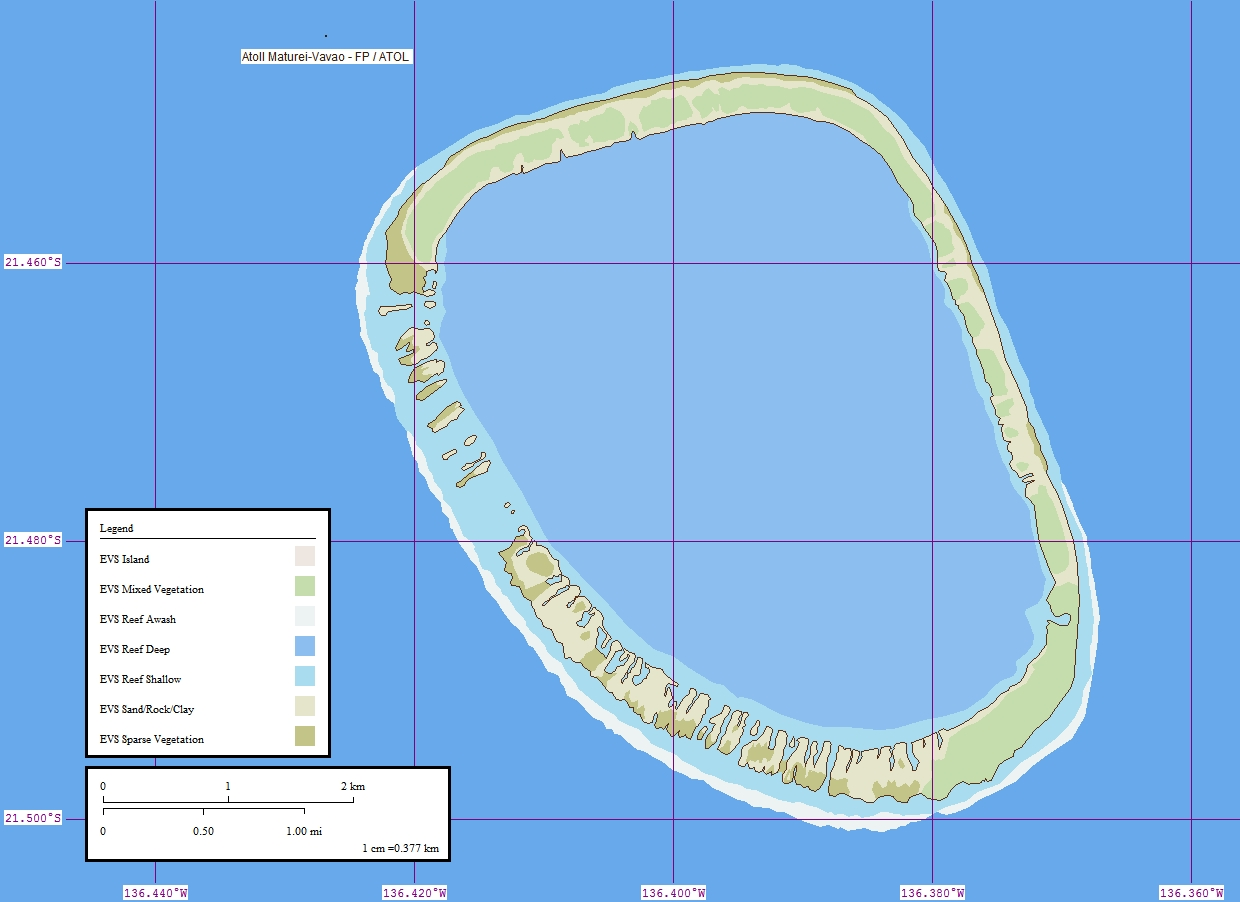

馬圖雷伊瓦沃環礁（Matureivavao，亦作Maturei Vavao）是南太平洋法屬波利尼西亞的環礁，屬於土阿莫土群島和阿克蒂恩环礁群，位於泰纳龙阿环礁東南15公里，由甘比尔市镇管辖，土地面積3.96平方公里，潟湖面積18平方公里，島上無人居住。
21°29′S 136°25′W / 21.483°S 136.417°W

## 外部連結
- Atoll names
- Atoll list (in French) （页面存档备份，存于）